# Lagrådet
Lagrådet är en svensk myndighet med uppgift att granska viktiga lagförslag innan de behandlas av riksdagen. Medlemmarna består av domare eller, vid behov, tidigare domare i Högsta domstolen och Högsta förvaltningsdomstolen. 
Lagrådet skapades 1909 (kallades till en början även Konungens lagråd), tidigare sköttes dessa uppgifter av Högsta domstolen.
Regeringen är inte skyldig att låta Lagrådet granska ett lagförslag, men måste, inför riksdagen, motivera ett beslut att avstå från granskning. Regleringen av lagrådet finns i Regeringsformen (8 kap 20-22 §§) och kompletterande bestämmelser i Lag (SFS 2003:333) om Lagrådet. 
Lagrådets uppdrag inkluderar att granska hur lagförslag förhåller sig till grundlagarna, rättsordningen i övrigt och rättssäkerhetens krav. Lagrådet granskar även hur förslagets föreskrifter förhåller sig till varandra, om förslaget är så utformat att lagen kan antas tillgodose angivna syften samt vilka problem som kan uppstå vid tillämpningen.
Den funktion Lagrådet utövar kan med en engelsk term kallas för judicial preview och är i Sverige väl utvecklad. De svenska domstolarnas lagprövningsrätt (judicial review) har varit mera begränsad fram till en ändring år 2011 i 11 kap. 14 § regeringsformen.

## Lagrådets granskning
Lagrådet skall granska:
1. hur lagförslaget förhåller sig till grundlagarna och rättsordningen i övrigt,
2. hur förslagets föreskrifter förhåller sig till varandra,
3. hur förslaget förhåller sig till rättssäkerhetens krav,
4. om förslaget är så utformat att lagen kan antas tillgodose angivna syften,
5. vilka problem som kan uppstå vid tillämpningen.

### Uppmärksammade granskningar
Det är vanligt att lagrådet har kritiska synpunkter och kommer med försiktig kritik på ett lagförslag. Ofta handlar det om språk eller teknik i lagstiftningen, men i några fall har kritiken varit ännu hårdare:
- 1990: Ett förslag av Regeringen Carlsson II att inskränka målsägandens möjlighet till insyn i brottmålsprocesser. Lagrådets huvudsakliga kritik var att lagförslaget tog sikte på en särskild rättegång i Stockholms tingsrätt där sex polischefer var åtalade för bland annat buggning i samband med Ebbe Carlsson-affären. Det lagförslaget drogs tillbaka.[2]
- 2015: I samband med Migrationskrisen i Europa föreslog Regeringen Löfven I att regeringen (utan riksdagens samtycke) skulle ha möjlighet att stänga Öresundsförbindelsen till Danmark, samt utökade ID-kontroller på bussar och tåg till Sverige. Regeringen drog tillbaka det första förslaget, men gick vidare med det andra.[2]
- 2018: Regeringen Löfvens gymnasielag för uppskattningsvis 9000 ensamkommande kommenterades av lagrådet med att "Gränsen har nåtts för vad som är acceptabelt i fråga om hur lagstiftning kan utformas".[3]
- 2021: Regeringen Löfvens förslag till särskild lag angående Cementas tillståndsprövning gällande kalkbrytning på Gotland kommenteras av Lagrådet med att "I sammanhanget måste också beaktas risken för att lagstiftaren – genom att införa lagstiftning som är helt inriktad på att korrigera utgången i ett enskilt fall som har hanterats i domstol – skadar tilltron till det svenska rättssystemet".[4]

## Ledamöter
Lagrådets ledamöter utses för en period om ett år.

### 2014[5]
- F.d. justitierådet Susanne Billum
- F.d. justitierådet Severin Blomstrand
- Justitierådet Kristina Ståhl
- F.d. justitierådet Leif Thorsson
- Justitierådet Olle Stenman
- Justitierådet Göran Lambertz

### 2015[6]
- F.d. justitierådet Severin Blomstrand
- F.d. justitierådet Annika Brickman
- Justitierådet Johnny Herre
- F.d. justitierådet Lennart Hamberg
- Justitierådet Agneta Bäcklund
- Justitierådet Anita Saldén Enérus

### 2017[7]
- F.d. justitierådet Gustaf Sandström
- F.d. justitierådet Lena Moore
- Justitierådet Ingemar Persson
- F.d. justitierådet Lennart Hamberg
- Justitierådet Anita Saldén Enérus
- Justitierådet Svante O. Johansson

### 2021[8]
- F.d. justitierådet Martin Borgeke
- F.d. justitierådet Mari Andersson
- Justitierådet Petter Asp
- Justitierådet Mahmut Baran
- Justitierådet Leif Gäverth
- Justitierådet Malin Bonthron